# Elencos da Matrix-Powertag
A equipa ciclista profissional japonêsa Matrix-Powertag tem tido, durante toda sua história, os seguintes elencos:

## 2008
Matrix-Powertag
| Nome                | Nascimento | Nacionalidade | Equipa de 2007  |
| Ken Hashikawa       | 08/05/1970 | Japão         | Matrix-Powertag |
| Daisuke Hioki       | 18/02/1974 | Japão         | Matrix-Powertag |
| Mitsuhiro Matsumura | 22/10/1984 | Japão         | Matrix-Powertag |
| Masahiko Mifune     | 08/01/1969 | Japão         | Matrix-Powertag |
| Naoki Mukaigawa     | 27/12/1980 | Japão         | Matrix-Powertag |
| Tomoya Sano         | 02/12/1981 | Japão         | Matrix-Powertag |
| Kensyo Sawada       | 02/05/1989 | Japão         | Neoprofissional |
| Takamitu Tsuji      | 06/07/1981 | Japão         | Skil-Shimano    |
| Yoshimitsu Tsuji    | 11/08/1984 | Japão         | Matrix-Powertag |
| Masaki Wakumoto     | 14/08/1988 | Japão         | Neoprofissional |

## 2009
Matrix-Powertag
| Nomeie            | Nascimento | Nacionalidade | Equipa de 2008          |
| Daisuke Hioki     | 18/02/1974 | Japão         | Matrix-Powertag         |
| Akihitu Motosuna  | 11/07/1989 | Japão         | Neoprofissional         |
| Naoki Mukaigawa   | 27/12/1980 | Japão         | Matrix-Powertag         |
| Satoshi Mukaigawa | 27/02/1984 | Japão         | Neoprofissional         |
| Makoto Nakamura   | 12/01/1983 | Japão         | Team Bridgestone Anchor |
| Kensyo Sawada     | 02/05/1989 | Japão         | Matrix-Powertag         |
| Takamitu Tsuji    | 06/07/1981 | Japão         | Matrix-Powertag         |
| Yoshimitsu Tsuji  | 11/08/1984 | Japão         | Matrix-Powertag         |
| Masaki Wakumoto   | 14/08/1988 | Japão         | Matrix-Powertag         |

1. ↑  Desde o 1 de julho.

## 2010
Matrix-Powertag
(Requalificado amador)

## 2011
Matrix-Powertag
| Nome               | Nascimento | Nacionalidade | Equipa de 2010 |
| Yoshiyuki Abe      | Japão      | 15/08/1969    | Elite          |
| Vincenzo Garofalo  | Itália     | 05/08/1982    | Nippo          |
| Yuya Komaki        | Japão      | 28/08/1991    | Elite          |
| Kazuyuki Manabe    | Japão      | 16/02/1970    | Elite          |
| Naoki Mukaigawa    | Japão      | 27/12/1980    | Elite          |
| Satoshi Mukaigawa  | Japão      | 27/02/1984    | Elite          |
| Tomoki Mukaigawa   | Japão      | 28/07/1986    | Elite          |
| Daisei Nagara      | Japão      | 09/07/1974    | Elite          |
| Takahiro Nagayama  | Japão      | 17/06/1985    | Elite          |
| Motoki Onishi      | Japão      | 19/01/1984    | Elite          |
| Masaki Wakumoto    | Japão      | 14/08/1988    | Elite          |
| Mariusz Wiesiak    | Polónia    | 01/04/1981    | Nippo          |
| Takahiro Yamashita | Japão      | 20/11/1985    | Elite          |
| Daiki Yasuhara     | Japão      | 12/08/1991    | Elite          |

## 2012
Matrix-Powertag
| Nome               | Nascimento | Nacionalidade | Equipa de 2011  |
| Sota Ikebe         | 31/12/1992 | Japão         | Neoprofissional |
| Yuya Komaki        | 29/08/1991 | Japão         | Matrix Powertag |
| Kazushige Kuboki   | 06/06/1989 | Japão         | Neoprofissional |
| Kazuyuki Manabe    | 16/02/1970 | Japão         | Matrix Powertag |
| Naoki Mukaigawa    | 27/12/1980 | Japão         | Matrix Powertag |
| Tomoki Mukaigawa   | 28/07/1986 | Japão         | Matrix Powertag |
| Daisei Nagara      | 09/07/1974 | Japão         | Matrix Powertag |
| Mariusz Wiesiak    | 01/04/1981 | Polónia       | Matrix Powertag |
| Takahiro Yamashita | 20/11/1985 | Japão         | Matrix Powertag |
| Daiki Yasuhara     | 12/08/1991 | Japão         | Matrix Powertag |

1. ↑  Até o 1 de setembro.

## 2013
Matrix-Powertag
| Nome                     | Nascimento | Nacionalidade | Equipa de 2012              |
| Kim Do Hyeong            | 15/10/1986 | Coreia do Sul | Terengganu                  |
| Tetsuya Fujioka          | 29/05/1988 | Japão         | Neoprofissional             |
| Sota Ikebe               | 31/12/1992 | Japão         | Matrix Powertag             |
| Yuya Komaki              | 29/08/1991 | Japão         | Matrix Powertag             |
| Kazushige Kuboki         | 06/06/1989 | Japão         | Matrix Powertag             |
| Kazuyuki Manabe          | 16/02/1970 | Japão         | Matrix Powertag             |
| Vicente García de Mateos | 19/09/1988 | Espanha       | Gsport-Valencia Terra i Mar |
| Naoki Mukaigawa          | 27/12/1980 | Japão         | Matrix Powertag             |
| Daisei Nagara            | 09/07/1974 | Japão         | Matrix Powertag             |
| Mariusz Wiesiak          | 01/04/1981 | Polónia       | Matrix Powertag             |
| Daiki Yasuhara           | 12/08/1991 | Japão         | Matrix Powertag             |

1. ↑  Desde o 1 de agosto.

## 2014
Matrix-Powertag
| Nome              | Nascimento | Nacionalidade | Equipa de 2013     |
| Airán Fernández   | 31/10/1988 | Espanha       | Coluer Bicycles    |
| Ryosuke Hashimoto | 08/03/1992 | Japão         | Neoprofissional    |
| Yuya Komaki       | 29/08/1991 | Japão         | Matrix Powertag    |
| Kazuyuki Manabe   | 16/02/1970 | Japão         | Matrix Powertag    |
| Sebastián Mora    | 19/02/1988 | Espanha       | Atika-Asmeval      |
| Yu Motosuna       | 01/11/1991 | Japão         | Neoprofissional    |
| Naoki Mukaigawa   | 27/12/1980 | Japão         | Matrix Powertag    |
| Daisei Nagara     | 09/07/1974 | Japão         | Matrix Powertag    |
| Benjamin Prades   | 26/10/1983 | Espanha       | Coluer Bicycles    |
| Eduard Prades     | 09/08/1987 | Espanha       | OFM-Quinta dá Lixa |
| Kenji Takubo      | 11/09/1995 | Japão         | Neoprofissional    |
| Shun Tanioka      | 05/02/1992 | Japão         | Neoprofissional    |
| Chikara Wada      | 18/03/1992 | Japão         | Neoprofissional    |
| Daiki Yasuhara    | 12/08/1991 | Japão         | Matrix Powertag    |

1. 1 2 3  Desde o 7 de março.
2. ↑  Desde o 1 de junho.
3. ↑  Desde o 18 de agosto.
4. ↑  Desde o 1 de março.

## 2015
Matrix-Powertag
| Nome                 | Nascimento | Nacionalidade | Equipa de 2014  |
| Ryo Chikatani        | 17/04/1992 | Japão         | Neoprofissional |
| Airán Fernández      | 31/10/1988 | Espanha       | Matrix-Powertag |
| Ryosuke Hashimoto    | 08/03/1992 | Japão         | Matrix-Powertag |
| Keisuke Kitanishi    | 07/10/1990 | Japão         | Neoprofissional |
| Kazuyuki Manabe      | 16/02/1970 | Japão         | Matrix Powertag |
| Naoki Mukaigawa      | 27/12/1980 | Japão         | Matrix Powertag |
| Daisei Nagara        | 09/07/1974 | Japão         | Matrix Powertag |
| Benjamín Prades      | 26/10/1983 | Espanha       | Matrix Powertag |
| Kenji Takubo         | 11/09/1995 | Japão         | Matrix Powertag |
| José Vicente Toribio | 22/12/1985 | Espanha       | Team Ukyo       |
| Chikara Wada         | 18/03/1992 | Japão         | Matrix Powertag |
| Daiki Yasuhara       | 12/08/1991 | Japão         | Matrix Powertag |
| Hayato Yoshida       | 19/05/1989 | Japão         | Shimano Racing  |

## 2016
Matrix-Powertag
| Nome              | Nascimento | Nacionalidade | Equipa de 2015           |
| Ryo Chikatani     | 17/04/1992 | Japão         | Matrix Powertag          |
| Yukihiro Doi      | 18/09/1983 | Japão         | Team Ukyo                |
| Airán Fernández   | 31/10/1988 | Espanha       | Matrix Powertag          |
| Ryosuke Hashimoto | 08/03/1992 | Japão         | Matrix Powertag          |
| Daisuke Kaneko    | 13/11/1991 | Japão         | Gunma GRIFIN Racing Team |
| Keisuke Kitanishi | 07/10/1990 | Japão         | Matrix Powertag          |
| Kazuyuki Manabe   | 16/02/1970 | Japão         | Matrix Powertag          |
| Naoki Mukaigawa   | 27/12/1980 | Japão         | Matrix Powertag          |
| Daisei Nagara     | 09/07/1974 | Japão         | Matrix Powertag          |
| Satoshi Nakagawa  | 21/03/1979 | Japão         | Neoprofissional          |
| Junya Sano        | 09/01/1982 | Japão         | Nasu Blasen              |
| Kenji Takubo      | 11/09/1995 | Japão         | Matrix Powertag          |
| José Toribio      | 22/12/1985 | Espanha       | Matrix Powertag          |
| Daiki Yasuhara    | 12/08/1991 | Japão         | Matrix Powertag          |
| Hayato Yoshida    | 19/05/1989 | Japão         | Matri -Powertag          |

## 2017
Matrix-Powertag
| Nome                 | Nascimento | Nacionalidade | Equipa de 2016  |
| Yukihiro Doi         | 18/09/1983 | Japão         | Matrix Powertag |
| Airán Fernández      | 31/10/1988 | Espanha       | Matrix Powertag |
| Ryosuke Hashimoto    | 08/03/1992 | Japão         | Matrix Powertag |
| Daisuke Kaneko       | 13/11/1991 | Japão         | Matrix Powertag |
| Kazuyuki Manabe      | 16/02/1970 | Japão         | Matrix Powertag |
| Naoki Mukaigawa      | 27/12/1980 | Japão         | Matrix Powertag |
| Daisei Nagara        | 09/07/1974 | Japão         | Matrix Powertag |
| Satoshi Nakagawa     | 21/03/1979 | Japão         | Matrix Powertag |
| Junya Sano           | 09/01/1982 | Japão         | Matrix Powertag |
| Kenji Takubo         | 11/09/1995 | Japão         | Matrix Powertag |
| José Vicente Toribio | 22/12/1985 | Espanha       | Matrix Powertag |
| Daiki Yasuhara       | 12/08/1991 | Japão         | Matrix Powertag |
| Hayato Yoshida       | 19/05/1989 | Japão         | Matrix Powertag |

1. ↑  Até o 10 de maio.

## 2018
Matrix-Powertag
| Nome                 | Nascimento | Nacionalidade | Equipa de 2017  |
| Yukihiro Doi         | 18/09/1983 | Japão         | Matrix Powertag |
| Airán Fernández      | 31/10/1988 | Espanha       | Matrix Powertag |
| Ryosuke Hashimoto    | 08/03/1992 | Japão         | Matrix Powertag |
| Kazuyuki Manabe      | 16/02/1970 | Japão         | Matrix Powertag |
| Yuki Mase            | 30/09/1994 | Japão         | Neoprofissional |
| Naoki Mukaigawa      | 27/12/1980 | Japão         | Matrix Powertag |
| Daisei Nagara        | 09/07/1974 | Japão         | Matrix Powertag |
| Junya Sano           | 09/01/1982 | Japão         | Matrix Powertag |
| Kenji Takubo         | 11/09/1995 | Japão         | Matrix Powertag |
| José Vicente Toribio | 22/12/1985 | Espanha       | Matrix Powertag |
| Daiki Yasuhara       | 12/08/1991 | Japão         | Matrix Powertag |

## 2019
Matrix-Powertag
| Nome                 | Nascimento | Nacionalidade | Equipa de 2018                  |
| Orluis Aular         | 05/11/1996 | Venezuela     | Start Team Gosto                |
| Airán Fernández      | 31/10/1988 | Espanha       | Matrix Powertag                 |
| Ryosuke Hashimoto    | 08/03/1992 | Japão         | Matrix Powertag                 |
| Tomoya Kano          | 14/07/1973 | Japão         | Gunma GRIFIN Racing Team (2016) |
| Ryohei Komori        | 26/09/1988 | Japão         | Aisan Racing Team               |
| Kazuyuki Manabe      | 16/02/1970 | Japão         | Matrix Powertag                 |
| Francisco Mancebo    | 09/03/1976 | Espanha       | Inteja Dominican Cycling Team   |
| Naoki Mukaigawa      | 27/12/1980 | Japão         | Matrix Powertag                 |
| Daisei Nagara        | 09/07/1974 | Japão         | Matrix Powertag                 |
| Junya Sano           | 09/01/1982 | Japão         | Matrix Powertag                 |
| Kenji Takubo         | 11/09/1995 | Japão         | Matrix Powertag                 |
| José Vicente Toribio | 22/12/1985 | Espanha       | Matrix Powertag                 |
| Kazuyuki Uemasu      | 19/04/1997 | Japão         | Neoprofissional                 |
| Daiki Yasuhara       | 12/08/1991 | Japão         | Matrix Powertag                 |